# 染矢俊一
染矢 俊一（そめや しゅんいち、1940年11月2日 - ）は、日本の政治家。最後の宮崎県東臼杵郡北川町長（1期）。現延岡市北川町地域自治区長。元北川町税務課長。

## 延岡市との合併
前町長盛武義美は延岡市との合併に慎重であり、合併推進派の住民から解職請求を受けた。盛武はリコールの住民投票前の2005年7月18日に辞任を表明。これを受けた同年8月28日の北川町長選挙は延岡市との合併問題が争点となった。合併推進派の染矢が、自立派の柳田正幸を破り当選した（染矢1956票、柳田1573票）。染矢は公約通り合併への取り組みを推し進め、2006年8月1日には「延岡市・北川町合併協議会」が設置され、11月13日に合併調印がされた。2007年3月25日には閉庁式典が行われ、3月31日より吸収合併された。